# New Morning
| 전문가 평가                   | 전문가 평가 |
| 평가 점수                     | 평가 점수   |
| 출처                          | 점수        |
| ----------------------------- | ----------- |
| AllMusic                      | [ 1 ]       |
| Chicago Tribune               | [ 2 ]       |
| Christgau's Record Guide      | A–          |
| Encyclopedia of Popular Music | [ 4 ]       |
| Entertainment Weekly          | B           |
| MusicHound Rock               | 2.5/5       |
| PopMatters                    | 6/10        |
| The Rolling Stone Album Guide | [ 8 ]       |
| Tom Hull                      | B+          |

《New Morning》은 미국의 싱어송라이터 밥 딜런의 열한 번째 스튜디오 음반으로, 1970년 10월 19일 컬럼비아 레코드에서 발매되었다.
논란이 된 《Self Portrait》 이후 불과 4개월 만에 나온 《New Morning》은 더욱 간결하고 즉각적인 반응을 얻으며 팬들과 평론가들로부터 훨씬 더 따뜻한 호응을 받았다. 가장 반가웠던 것은 딜런의 낯익은 콧노래 섞인 목소리가 되돌아오는 것이었다. 그는 《Self Portrait》의 〈Alberta #1〉에 나오는 목소리에 약간 콧소리를 내지만, 이것은 1967년 《John Wesley Harding》 이후 친숙한 음성으로 첫 정규 음반으로 컨트리 크룬과 함께 노래를 부르기 시작했다. 돌이켜보면, 이 음반은 특히 1975년에 《Blood on the Tracks》가 발매된 이후, 종종 더 완전한 복귀작으로 여겨지는, 아티스트의 덜 성공적인 음반 중 하나로 여겨지게 되었다.
이 음반은 미국에서 7위에 오르며 빠르게 골드를 받았고, 딜런에게 2009년 《Together Through Life》까지 여섯 번째이자 마지막 영국 음반 1위를 주었다. 상업적 관점에서 이 음반의 가장 성공적인 곡은 〈If Not for You〉로 1991년 《The Bootleg Series Volumes 1–3》까지 발매되지 않은 곡의 버전에 기타를 연주했던 조지 해리슨이 녹음한 곡이며, 1971년 올리비아 뉴턴존의 국제적인 히트곡이기도 했다. 브라이언 페리는 이 노래를 《Dylanesque》에도 포함시켰다.

## 세부 사항
딜런은 자서전 《바람만이 아는 대답》의 한 장에서 《New Morning》의 녹음을 상세히 논한다. 1973년 《Dylan》에 수록된 곡들을 포함하여, 이 음반의 예비 형식은 몇 가지 대체적으로 문서화되었다. 그는 이 음반의 12곡 중 단 4곡만을 연주했는데, 1곡인 〈If Dogs Run Free〉은 이 음반이 발매된 지 30주 만에 2000년 10월 1일에 라이브로 데뷔했다.

## 곡 목록
모든 곡들은 밥 딜런에 의해 작사/작곡하였다.
| #  | 제목                      | 재생 시간 |
| -- | ------------------------- | --------- |
| 1. | 〈If Not for You〉        | 2:39      |
| 2. | 〈Day of the Locusts〉    | 3:57      |
| 3. | 〈Time Passes Slowly〉    | 2:33      |
| 4. | 〈Went to See the Gypsy〉 | 2:49      |
| 5. | 〈Winterlude〉            | 2:21      |
| 6. | 〈If Dogs Run Free〉      | 3:37      |

| #  | 제목                   | 재생 시간 |
| -- | ---------------------- | --------- |
| 1. | 〈New Morning〉        | 3:56      |
| 2. | 〈Sign on the Window〉 | 3:39      |
| 3. | 〈One More Weekend〉   | 3:09      |
| 4. | 〈The Man in Me〉      | 3:07      |
| 5. | 〈Three Angels〉       | 2:07      |
| 6. | 〈Father of Night〉    | 1:27      |